# 仙石久治 (因幡守)
仙石 久治（せんごく ひさはる、延宝3年（1675年） - 寛保2年1月9日（1742年2月13日）は江戸時代中期から後期の旗本寄合席。諱は久治。通称を才次郎、右近、兵庫。官位は従五位下因幡守。父は仙石久信。母は安部信盛の娘。正室は朽木稙武の娘。弟は久豊。実子は兵三郎。養子女は仙石久住（安部信厚の子）、仙石久住の正室（仙石久道の娘）。石高4700石。
仙石因幡守、または定火消時代の仙石兵庫として知られる。

## 生涯
父・久信は側衆まで昇進し、叔父の久尚は大目付や留守居役などを勤めた。
貞享3年3月1日（1686年3月24日）に徳川綱吉に初御目見えを済ませる。父の久信が元禄12年1月5日（1699年2月4日）が死去すると父の家督と知行4700石を相続し、弟の久豊に300石を分知する。のちに久豊が叔父の久尚の養子となると300石は幕府に収公される。同年11月9日（1699年12月29日）に小姓並となるが20日後に退く。
宝永7年（1710年）に定火消に就任し、同年12月18日（1711年2月8日）に布衣を許可される。享保3年（1718年）刊行の須原屋茂兵衛蔵板武鑑において、定火消御番に「鉄砲隊　御茶の水　宝永七　五千石　仙石兵庫」との記載がある。ちなみに武鑑記載の五千石は誤記の可能性が高い。また同年（1718年）に配下の臥煙と加賀藩前田綱紀が各自火消として組織した加賀鳶との消口争いが発生している。争いは町奉行大岡忠相による調査により、将軍徳川吉宗が久治に厳重注意を与えた。
享保4年（1719年）に叔父の久尚が大目付から小姓組番頭となっているが、久治も翌享保5年（1720年）に小姓組番頭となって従五位下因幡守に叙任され、享保8年（1723年）に書院番頭に転じる。
実子の兵三郎は早世し、他の後継者が定まらないまま60を越えたため、大身旗本家の御家存続を巡って家中が紛糾した。同時期に分家の叔父の久尚も、家中が跡継ぎ問題で紛糾している。このため、仙石久道の娘を養女として迎え、母の一族の安部信厚の6男の久住を婿養子とし、元文3年（1738年）に跡を継がせて隠居する。
寛保2年（1742年）死去。享年68。法名は自休。

## 人物
- 定火消として著名であったが、大名火消との度々の諍いなどで 「身ノ程ヲ弁ヘヌ武骨一辺ノ愚物」[3]など幕府関係者や他大名からは酷評されている。　分家（叔父の家）が養子との不和で大いに揉める事態を見ながら、自身も還暦過ぎて後継者を迎えなかった点も後世の仙石本家に批判されている[4]。しかし、久治の血筋は絶えており、大名本家（分家旗本の騒動は連座に繋がる）の事情もあり否定的な記述になってしまっている。